# Liste der Biografien/Ix
Liste der Biografien |
Portal Biografien |
Personensuche
# |
A |
B |
C |
D |
E |
F |
G |
H |
I |
J |
K |
L |
M |
N |
O |
P |
Q |
R |
S |
T |
U |
V |
W |
X |
Y |
Z |
?
 
Ia |
Ib |
Ic |
Id |
Ie |
If |
Ig |
Ih |
Ii |
Ij |
Ik |
Il |
Im |
In |
Io |
Ip |
Iq |
Ir |
Is |
It |
Iu |
Iv |
Iw |
Ix |
Iy |
Iz
Die Liste der Biografien führt alle Personen auf, die in der deutschsprachigen Wikipedia einen Artikel haben. Dieses ist eine Teilliste mit 7 Einträgen von Personen, deren Namen mit den Buchstaben „Ix“ beginnt.

## Ix

### Ixa
- Ixa, Rissa (* 1946), nigrischer Maler

### Ixi
- Ixi (* 1962), deutsche Sängerin

### Ixm
- Ixmeier, Egon (1932–2011), deutscher Politiker (CDU), MdA Berlin
- Ixmeier, Marlies (1934–2025), deutsche Basketballspielerin

### Ixn
- Ixnard, Pierre Michel d’ (1723–1795), französischer Baumeister des Klassizismus

### Ixo
- Ixoée, Judicaël (* 1990), neukaledonischer Fußballspieler

### Ixt
- Ixtlilxochitl II. (1500–1550), Herrscher der mesoamerikanischen Stadt Texcoco